# Contra principia negantem non est disputandum
Contra principia negantem non est disputandum (alternativamente esprimibile con contra principia negantem disputari non potest e contra principia negantem disputari nequit, letteralmente "non si può discutere con chi nega i principi") è un principio della logica e un brocardo del diritto.

## Significato
L'espressione sintetizza il concetto per cui, al fine di discutere ragionevolmente riguardo ad un disaccordo, è necessario che esista un accordo relativamente ai principi o ai fatti in base ai quali giudicare gli argomenti. Anche le verità più evidenti divengono impossibili da dimostrare a chi ad esempio nega la realtà del fatto di cui si discute. 

## Storia
Questo principio logico non compare nell'opera aristotelica se non in forma implicita   ma è stato utilizzato nel Medioevo dalla filosofia scolastica per fondare l'autorità del sistema aristotelico. Duns Scoto conclude un passaggio del suo commento su Pietro Lombardo con l'affermazione: «Se questo argomento non è convincente, molti principi supposti dai filosofi sono chiamati in dubbio, e contro chi nega i principi comunemente accettati, la discussione è impossibile (contra autem negantem principia communiter recepta, non est disputandum).» 

## Citazioni
La massima è citata, con un ordine delle parole leggermente diverso, dal filosofo tedesco Arthur Schopenhauer, nell'opera postuma L'arte di ottenere ragione.